# Jacob Petrus Treub
Jacob Petrus Treub (Voorschoten, 19 december 1818 - aldaar, 6 februari 1887) was van 1841 tot zijn dood burgemeester en gemeentesecretaris van Voorschoten. Hij was getrouwd met Marie-Louise Cornaz, geboren op 25 maart 1817 in Franstalig Zwitserland. Ze hadden drie zonen die allen hoogleraar zijn geworden en uitblonken op hun vakgebied:
1. Melchior, botanicus en directeur van 's Lands Plantentuin Buitenzorg (Java),
2. Hector, beroemd gynaecoloog,
3. Willem, sociaal-econoom, staatsman en minister van financiën in het oorlogskabinet-Cort van der Linden.

Treub was bevriend met Petrus de Raadt. Hij was samen met J.H. Kramers diens executeur-testamentair. Daarna was hij tot 1873 rentmeester van het Instituut Noorthey.